# John Joseph Jonas
 (décembre 2017).
Si vous disposez d'ouvrages ou d'articles de référence ou si vous connaissez des sites web de qualité traitant du thème abordé ici, merci de compléter l'article en donnant les références utiles à sa vérifiabilité et en les liant à la section « Notes et références ».
John Joseph Jonas est un professeur de métallurgie québécois né à Montréal le 8 décembre 1932 et mort le 3 février 2025.

## Honneurs
- 1990 - Membre de Société royale du Canada
- 1993 - Officier de l'Ordre du Canada
- 1995 - Prix Marie-Victorin
- 2000 - Prix Izaak-Walton-Killam
- 2000 - Chevalier de l'Ordre national du Québec
- 2001 - Prix Urgel-Archambault